# Кореличі (Львівський район)
Коре́личі — село в Україні, у Львівському районі Львівської області. Населення становить 1053 осіб. Орган місцевого самоврядування — Перемишлянська міська рада.

## Географія
Селом тече струмок Корелицький.

### Історія села
Перша писемна згадка про село відноситься до 14З2 року. Село також згадується від 4 грудня 1464 року в книгах галицького суду.1515 р. село зазнало нападу татар.
В 1552—1711 р. село перебувало у власності Рогатинського староства.
В 1578 р. селом володів пан А.Опалінський і платило податок від 6 ланів землі .
В XVII ст. в селі був збудований оборонний замок.
В 1789 р. село перебувало у власності графа Любомирського і мало 137 дворів .
В 1934 р. в селі існували 3 читальні товариства «Просвіта» На думку краєзнавця В.Лаби, третю читальню згадали помилково. .В квітні 1939 року розпорядженням польської влади читальні «Просвіти» в селі були зачинені. У цей час також припинило діяльність і товариство «Сільський господар».
25.06.1941 р. в с. Кореличі під час Служби Божої НКВС заарештував пароха о. Ростислава Горчинського та 17 жителів села .
Боротьба ОУН-УПА
28.12. 1944 року біля села Кореличі відбувається бій сотні УПА «Полтавці» під командуванням «Максима» та військ НКВС . Під час бою повстанці нібито вбили 367 енкаведистів , 150 було поранено. Зі сторони повстанців загинуло 19 чоловік, серед них і сотенний «Максим»(".https://litopysupa.com/wp-content/uploads/2019/01/NS_Tom_01_Vydannia_Holovnoho_Komanduvannia_UPA.pdf), але в архівах НКВС цього факту не знайдено.
04.09 1945 на с. Кореличі наскочили 32 большевики, де заарештували кількох чоловіків, а серед них і кущового «Арсена»
14 листопада 1945 року в лісі біля села Корелечі перебував курень УПА «Шугая». Цього ж дня курінь було розформовано: УПА перейшло до тактики боротьби малими групами. 15 листопада 1945 року в селі Кореличі повстанці провели мітинг, на якому були присутні 50 місцевих жителів.

## Населення

### Мова
Розподіл населення за рідною мовою за даними перепису 2001 року:
| Мова       | Кількість | Відсоток |
| ---------- | --------- | -------- |
| українська | 1052      | 99.91%   |
| російська  | 1         | 0.09%    |
| Усього     | 1053      | 100%     |

## Відомі люди

### Народилися
- Юліян Дацій (1863—1947) — церковний діяч, ієромонах-василіянин, місіонер, засновник жіночого чернечого Згромадження сестер Мироносиць.
- Кушнір Михайло Іванович (1893-?) — український радянський діяч, селянин, голова селянського комітету (сільської ради) села Кореличі.